# Requejo (La Vega)
Requejo (llamada oficialmente Santo André de Requeixo) es una parroquia y un lugar del municipio español de La Vega, en la provincia de Orense, Galicia.

## Toponimia
La parroquia también es conocida por los nombres de San Andrés de Requejo y San Andrés de Requeixo.

## Organización territorial
La parroquia está formada por una entidad de población:
- Requeixo

## Demografía
Gráfica demográfica del lugar y parroquia de Requejo según el INE español:
| Gráfica de evolución demográfica de Requejo entre 2000 y 2023 |
|                                                               |
| Datos según el nomenclátor publicado por el INE.              |